# Вайраг'я
Вайраг'я (санскр. वैराग्य - «зречення», «відчуженість») - санскритський термін, використовуваний в індійської філософії для позначення зречення від страждань і насолод матеріального світу. Індійські філософи часто вказують на Вайраг'я як на засіб досягнення мокші. 
Вайраг'я це складне слово, утворене при з'єднанні вай - «висихати, висушувати» + рага- «колір, пристрасть, почуття, емоції, інтерес». Значення терміна як «висушування пристрастей» дає Вайраг'я загальне значення аскетичної відреченості від речей, які є причиною прихильності для більшості людей. Аскета, який підкорив свої пристрасті і управляє своїми бажаннями, називають вайрагіка.
Концепція Вайраг'я зустрічається на «Йога-сутрах» Патанджалі, де поряд з абхьяса (практикою) вайраг'я оголошується ключем до управління розумом.  Вайраг'я згадується три рази на «Бхагавад-гіти», де говориться, що за допомогою Вайраг'я можливо поставити під контроль неспокійний розум. 
Макс Мюллер зазначає: «Цікаво бачити, як глибоко входить у повсякденне життя індусів ця ідея про Вайраг'я (безпристрасніть). Про нього постійно говориться як про вищу властивість не тільки аскета, але будь-якої людини. Іноді це безпристрасність позначає тільки те, що ми називаємо рівним і стриманим характером дійсного джентльмена, але воно означає також зречення від світу у вищій мірі і повне зречення від усіх егоїстичних бажань ». 
Вайраг'я - (зречення) неможлива без Тьягу - (жертви), а це означає наявність Лакша - (цілі, на яку спрямований практикуючий) і того, в ім'я чого ця вайраг'я і жертвування чимось. Весь Всесвіт - це Шакті, і проявлені у ній тіла людей - також частина вселенської Шакті. Кундаліні створює і підтримує тіла. Бгакті важлива, тому що допомагає очистити свідомість від усього наносного, обтяжливого, і в чистій свідомості ми можемо по-іншому дивитися на природу всього сущого. Без бгакті знайти такий рівень неможливо. Бгакті розкриває здатність сприймати, вчитися і осягати, це важливо для справжнього адепта, який хоче практикувати Садхану, здатну привести до йогичної досконалості. Бгакті для йога - це, у першу чергу, відданість Гуру і шляху, який він вибрав. Бгакті означає цілеспрямованість і здатність не звертати з обраного шляху, бгакті - це іччха-шакті, адеш, це те, що спрямоване на усвідомлення свого зв'язку з Параматма. Це відбувається постійно за допомогою нітья-Садхани. Бгакті полягає у стійкості у виборі, звичайно, при цьому завжди будуть зміни в усьому, але потрібно знати, що є самим головним, а що - другорядним.

## Сходи Вайраг'я
Існують чотири ступені Вайраг'я: 
1. Ятамана - це спроба утримати розум від потурання чуттєвим звичкам;
2. В'ятірека - на цій стадії деякі об'єкти зберігають привабливість, і з нею необхідно боротися. Поступово вайраг'я виробляється по відношенню і до цих об'єктів. Потім відбувається визрівання Вайраг'ї;
3. Екендрія - почуття заспокоєні і підпорядковані, але розум все ще відчуває прихильність (рага) або огиду (двеша) до об'єктів. Іншими словами, розум функціонує незалежно від інших індрій (почуттів);
4. Васірара - на цьому щаблі Вайраг'ї об'єкти повністю втрачають привабливість. Почуття абсолютно спокійні. Розум також вільний від уподобань (рага) і відрази (двеша).
5. Пара-вайраг'я — садхана стає сіддхою, досягає і переживає досконалий стан свободи від бажань і виходить за межі трьох гун (саттви, раджасу та тамасу).